# Milan Kučan
Milan Kučan (14 de enero de 1941) es un político y estadista esloveno. Fue el primer Presidente de Eslovenia, ocupando el cargo entre 1991 y 2002.
En 1958, a los 17 años, se afilió en el Partido Comunista esloveno, dedicándose a la política desde que en 1963 se licenció en Derecho. En 1986 pasa a ser jefe del Presidium del Comité Central esloveno, siendo el impulsor de una corriente que trabajaba por la democratización del país, y que acabó logrando que se reconociesen los partidos políticos. Fue el líder del PC hasta 1989, cuando el partido se convirtió en el Partido de Reforma Democrática. 
Accedió al cargo en 1991, tras imponerse en la segunda vuelta. Permaneció en el cargo hasta 2002. Una vez dejó la presidencia, ha seguido en política. Por ejemplo, desde noviembre de 2004 es miembro del Club de Madrid.